# حسيك كالديري
حسيك كالديري (الاسم العلمي: Arrhenatherum calderae) هو نوع نباتي يتبع جنس الحسيك من فصيلة النجيلية.

## الموئل والانتشار
موطنه الأصلي جزر الكناري.